# Jihoon
Park Jihoon (coreano: 박지훈; Nam-gu, 14 de marzo de 2000) es un cantante y bailarín surcoreano, integrante de TREASURE, grupo debutado bajo YG Entertainment. Debutó con la banda el 7 de agosto de 2020 con el sencillo THE FIRST STEP:CHAPTER ONE.

## Vida y carrera

### 2000 – 2016: Primeros años
Jihoon nació el 14 de marzo de 2000 en el distrito de Nam, Busan, Corea del Sur, como el menor de dos hijos. Aunque disfrutaba cantando desde muy joven, no tenía la intención de dedicarse a ello hasta que conoció WIN: Who Is Next (2013) en séptimo grado de la escuela secundaria a los 14 años  (edad coreana), programa que presentó a dos equipos, actualmente activos como WINNER y iKON, que compitieron por su debut bajo YG Entertainment. Iniciando su sueño de unirse y debutar bajo el sello, Jihoon fue aceptado en su programa de aprendices en 2016, luego de su audición.

### 2017 – Presente: Debut con TREASURE y proyectos en solitario
Jihoon apareció por primera vez en televisión en Stray Kids (2017) como representante de su agencia con YEDAM y DOYOUNG, entre otros. En marzo de 2018, se le revocó su condición de aprendiz debido a la falta de progreso, lo que llevó a su partida y a recibir capacitación en otro lugar. Más tarde, YG Entertainment lo invitó a participar como concursante en YG Treasure Box (2018-2019) como parte del Equipo B.
Al no poder reclamar una posición en el septeto final, fue el quinto en ser ubicado en una segunda alineación denominada Magnum. El septeto y el sexteto se fusionaron posteriormente y se convirtieron en la banda de 12 integrantes, TREASURE.
Se desempeñó como "líder no oficial" junto a Hyun Suk en sus respectivos equipos en medio del entrenamiento debido al tamaño del grupo. Con cuatro años de formación, su debut en TREASURE siguió el 7 de agosto de 2020, con el sencillo llamado THE FIRST STEP: CHAPTER ONE. La banda continuó con el liderazgo de dos líderes con Jihoon y Hyun Suk después de presenciar resultados positivos del sistema que alguna vez fue temporal.
En medio de sus actividades con la banda, Jihoon se desempeñó como presentador de Inkigayo con Yu-jin de IVE y Sungchan de NCT durante un período que duró entre 2021 y 2022.
Fue elegido por el director surcoreano Na Young-seok y Ha Moo-sung para aparecer en su serie The Idol Ramyeonators (2022) con Hyun Suk luego de su aparición como invitado en el especial de su sello The Game Caterers.

## Imagen pública
Jihoon debutó en el Gaon Social Chart 2.0, que integra datos de SMR, YouTube, Mubeat, V Live y My Celebs para calibrar una clasificación entre cincuenta artistas, para el mes de octubre de 2020.
También apareció en la lista de reputación de marca de celebridades masculinas del Instituto de Investigación Empresarial de Corea, un cuadro que registra a las celebridades coreanas con más búsquedas e interacciones en línea, y alcanzó el top 50 en el mes de marzo de 2021.

## Arte

### Influencias
Jihoon ha citado a sus compañeros de sello, BIGBANG, como su influencia musical, siendo el miembro TAEYANG el que ha cautivado la mayor parte de su atención.

## Filmografía

### Serie web
| Año  | Título              | Título   | Rol            | Notas             | Ref.   |
| Año  | Español             | Coreano  | Rol            | Notas             | Ref.   |
| ---- | ------------------- | -------- | -------------- | ----------------- | ------ |
| 2021 | La Clase Misteriosa | 남고괴담 | Parque Ji Hoon | Reparto principal | [ 16 ] |

### Programas de televisión
| Año       | Título                       | Título          | Role                | Notas                       | Ref.   |
| Año       | Español                      | coreano         | Role                | Notas                       | Ref.   |
| --------- | ---------------------------- | --------------- | ------------------- | --------------------------- | ------ |
| 2018–2019 | YG TREASURE Box              | YG TREASURE Box | Concursante         | Formación final de TREASURE | [ 7 ]  |
| 2022      | Los ídolos Ramyeonators      | 라끼돌          | Miembro del reparto | con Hyun Suk                | [ 12 ] |
| 2024      | Rey del Cantante de Máscaras | 복면가왕        | Concursante         | Episodio 456                | [ 17 ] |

### Presentador
| Año       | Título   | Notas                    | Ref.   |
| --------- | -------- | ------------------------ | ------ |
| 2021–2022 | Inkigayo | junto a Sungchan y Yujin | [ 11 ] |